# Ubbo Emmius

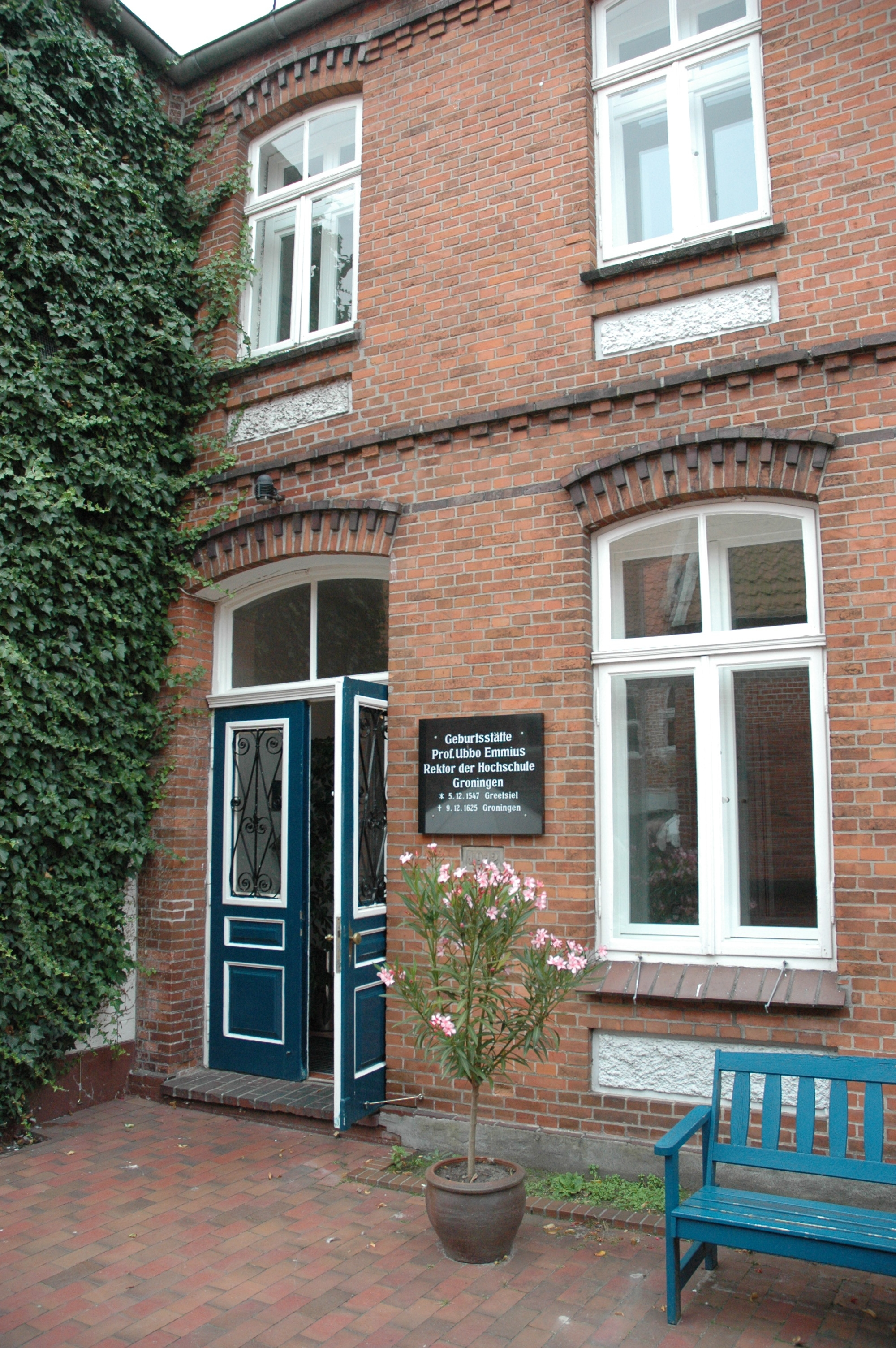
Geboorteplek Ubbo Emmius in Greetsiel

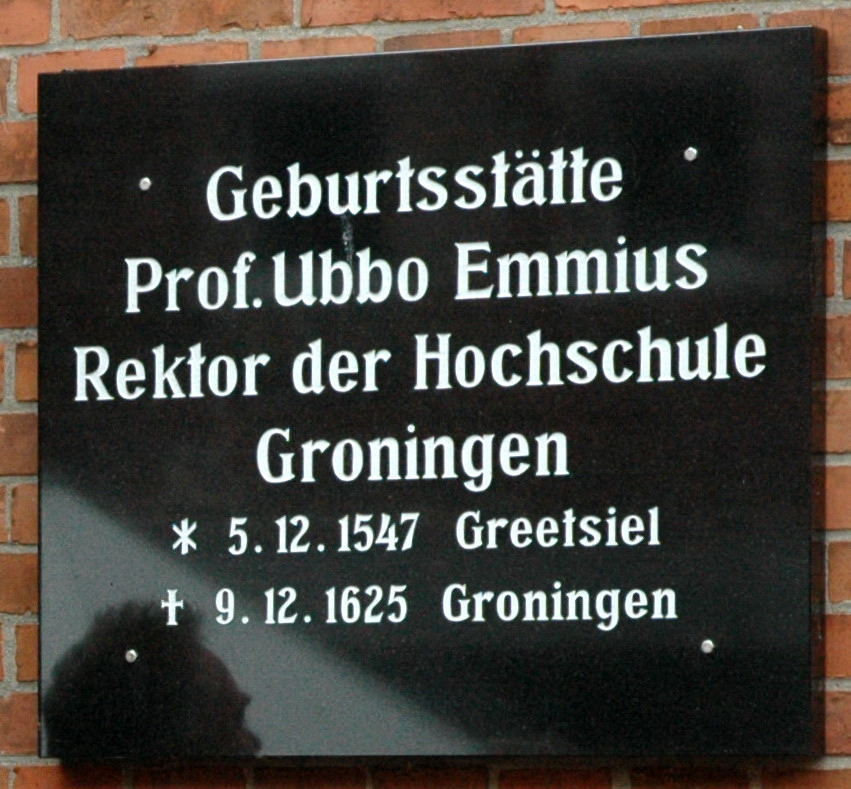
Plaquette geboorteplek Ubbo Emmius in Greetsiel

Ubbo Emmius (Greetsiel, 5 december 1547 – Groningen, 9 december 1625) was de eerste rector magnificus van de Academie te Groningen, tegenwoordig de Rijksuniversiteit Groningen.

## Levensloop
Emmius werd in het Oost-Friese Greetsiel geboren als zoon van de lutherse predikant Emme Dyken (Emmius is een gelatiniseerd patroniem) en zijn echtgenote Elke Tjarda, een dochter van de burgemeester van Norden. Hij bezocht eerst de Latijnse school in Emden, daarna het 'Gymnasium illustre' in Bremen en ten slotte de Latijnse school in Norden. In 1570 studeerde hij aan de universiteit van Rostock waar de historicus Nathan Chythraeus veel invloed op hem had.
In 1574 stierf zijn vader en keerde hij terug naar Greetsiel. In 1576 verliet hij dit dorp te voet en wandelde naar het zuiden, waarbij hij Heidelberg en Freiburg im Breisgau aandeed. In Bazel bezocht hij het graf van de door hem bewonderde Desiderius Erasmus. Ten slotte bereikte hij zijn nieuwe studieplaats Genève waar hij theologie ging studeren. Daar onderhield hij nauwe banden met Theodorus Beza. Hij was er ook getuige van de verwijdering die meer en meer ontstond tussen Lutheranen en Calvinisten. Hierbij koos hij zelf voor het Calvinistische standpunt.  
In 1579 werd hij rector van de Latijnse school in Norden, waar hij zelf nog leerling van was geweest. Hij wist de school tot grote bloei te brengen, maar werd in 1587 door de Oost-Friese hoofdelingen uit zijn functie ontheven, vanwege zijn in het Lutherse Oost-Friesland onwelkome Calvinistische opvattingen. Emmius accepteerde daarop het rectoraat van de Latijnse school te Leer. Hij bleef daar tot 1595, waarna hij het rectoraat aanvaardde van de Latijnse school in Groningen, dat zich het jaar ervoor overgegeven gehad aan het Staatse leger.
Emmius heeft een groot deel van zijn leven gewijd aan het schrijven van een geschiedenis van Friesland. In 1596 verscheen het eerste deel van zijn magnum opus Rerum Frisicarum Historia libri LX, oftewel zestig boeken over de Friese geschiedenis. Het voltooide werk werd in 1616 nogmaals in zijn geheel uitgegeven.
In 1614 werd in Groningen de Academie geopend. Emmius had zich altijd een groot voorstander van een tweede Friese universiteit getoond en werd door Provinciale Staten van Groningen benoemd tot rector. Tevens was hij hoogleraar Grieks en geschiedenis.  
Emmius is twee keer getrouwd geweest en heeft een zoon en een dochter gehad. Hij overleed in 1625. Zijn in 2009 gerestaureerde grafsteen bevindt zich in de hal van het Academiegebouw van de Rijksuniversiteit Groningen. De zerk draagt de (Latijnse, hier vertaalde) tekst: Voor de onsterfelijke nagedachtenis aan de vermaarde en vrome grijsaard Ubbo Emmius, een Fries uit Greetsiel, eerste rector van de academie, theoloog der zuivere leer, uitnemend filoloog, volmaakt geschiedschrijver.
Tegenwoordig is de naam van Ubbo Emmius nog op vele plaatsen te vinden. Zo was de lerarenopleiding te Leeuwarden en Groningen naar hem genoemd, verscheidene scholen in Groningen en Oost-Friesland, heeft de Rijksuniversiteit Groningen een fonds naar hem vernoemd, draagt de studievereniging van de opleiding Geschiedenis aan diezelfde universiteit de naam GHD Ubbo Emmius en zijn er in Leeuwarden en de stad Groningen straten naar hem vernoemd. Hij is afgebeeld op het gedenkraam Deo Patriae Academiae (1914) in het het trappenhuis van het Academiegebouw. Het ziekenhuis in Aurich is naar hem vernoemd.

## Werk
Een belangrijk deel van zijn wetenschappelijke werk betreft de religieuze en politieke strijdpunten van zijn tijd. Van Nederland uit voert hij een schriftelijke polemiek tegen de Lutherse hofpartij in Aurich en de absolute heerschappij van de vorsten in Oost-Friesland. Zijn boeken en geschriften worden in het openbaar verbrand.
Zijn beroemdste werk zijn de "Rerum Frisicarum historiae libri 60" oftewel de zestig boeken van de Friese geschiedenis, voorzien van een detailgetrouwe kaart van Oost-Friesland. In zijn politieke briefwisseling met leidende mannen van zijn tijd ontpopt hij zich als pleitbezorger van het recht op verzet van de bevolking tegen de overheid.

## Geboortehuis
In Greetsiel staan twee huizen die met een plaquette ter herdenking van Ubbo Emmius zijn gemarkeerd. De plaquette op Am Markt 8 is in 1989 met enig ceremonieel aangebracht ter gelegenheid van het 600-jarig bestaan van Greetsiel, als geschenk van de toenmalige zustergemeente Termunten. De afbeeldingen bij dit artikel zijn van het geboortehuis (de 'Alte Priorei', tegenover de kerk).

## Voetnoten
1. ↑  Zie de toetreding van Ubbo Emmius in de Rostock Matrikelportal